# إنعام الجريتلي
إنعام الجريتلي (6 نوفمبر 1944 - )، ممثلة مصرية.

## عن حياتها
ولدت في القاهرة. وهي خريجة «معهد للفنون المسرحية» عام 1966، وهي الشقيقة الكبرى للممثلة أحلام الجريتلي. قدمت خلال مسيرتها التي قاربت النصف قرن العديد من المسلسلات والأفلام أشهرها سلسلة مسلسل راجل وست وستات رغم أنها ظهرت بعد الجزء الثالث من المسلسل.

## أعمالها الفنية
التمثيليات التلفزيونية:
- قطعوا التوتة بدور فوزية
- بصمات على الطريق بدور نوال الممرضة

## روابط خارجية
- إنعام الجريتلي على موقع IMDb (الإنجليزية)
- إنعام الجريتلي على موقع الدهليز
- إنعام الجريتلي على موقع قاعدة بيانات الأفلام العربية